# سعر المنتصف
في الأسواق المالية، سعر المنتصف هو السعر الذي يقع بين أفضل سعر لبائع السهم أو السلعة (سعر العرض) وبين أفضل سعر لمشتري السهم أو السلعة (سعر الطلب).
و يمكن تعريفه بأنه : متوسط أسعار الطلب والعرض الحاليين.
وفي بعض الحالات، يتم تقريب سعر المنتصف (إما لأعلى أو لأسفل) إلى أقرب سعر قابل للتداول في النظام، لأغراض الملاءمة والسهولة، فبالتالي لن يكون سعر المنتصف هو المتوسط بالضبط